# Министала III (Козенца)
Министала III је насеље у Италији у округу Козенца, региону Калабрија.
Према процени из 2011. у насељу је живело 97 становника. Насеље се налази на надморској висини од 6 м.